# George McGovern
George McGovern (Avon, 1922. július 19. – Sioux Falls, 2012. október 21.) az Amerikai Egyesült Államok szenátora (Dél-Dakota, 1963–1981). 1972-ben sikertelenül indult a Demokrata Párt jelöltjeként az elnökválasztáson Richard Nixonnal szemben.